# Алана де ла Гарза
Алана де ла Гарза (енгл. Alana de la Garza; Колумбус, 18. јун 1976) је америчка телевизијска и филмска глумица.
Алана де ла Гарза је најпознатија по улози Кони Рубирозе у серијама Ред и закон и Ред и закон: Лос Анђелес.